# لایه مرزی سیاره‌ای
لایه مرزی سیاره‌ای در هواشناسی، لایه مرزی سیاره (PBL)، همچنین به عنوان لایه مرزی اتمسفر (ABL) یا پپلوسفر نیز شناخته می‌شود، پایین‌ترین قسمت جو است و رفتار آن مستقیماً تحت تأثیر تماس آن با سطح سیاره است. روی زمین معمولاً به تغییرات در نیروی تشعشعی سطح در یک ساعت یا کمتر پاسخ می‌دهد. در این لایه مقادیر فیزیکی مانند سرعت جریان، دما و رطوبت نوسانات سریع (تلاطم) و اختلاط عمودی قوی است. بالای PBL، «اتمسفر آزاد» است، که در آن باد تقریباً ژئوستروفیک (موازی با ایزوبارها) است، در حالی که در داخل PBL باد تحت تأثیر کشش سطحی قرار می‌گیرد و در عرض همبارها می‌چرخد (برای جزئیات بیشتر به لایه اکمن مراجعه کنید).